# Pueblo pemón
Los pemones son indígenas americanos que habitan la zona sureste del Estado Bolívar, Venezuela, cercanos a la frontera con Guyana y Brasil. Son los habitantes comunes en la Gran Sabana y todo el parque nacional Canaima.

## Población

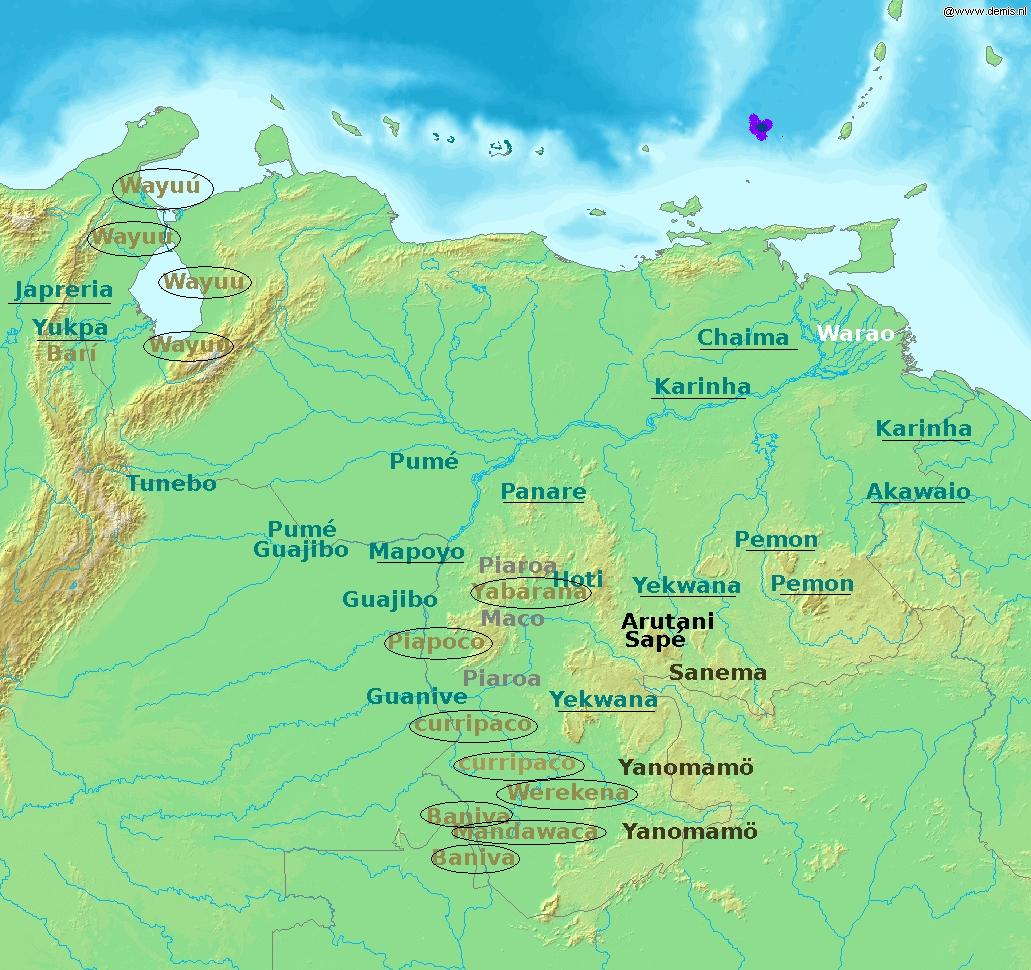
Ubicación de la etnia Pemón en relación con otras etnias indígenas venezolanas.

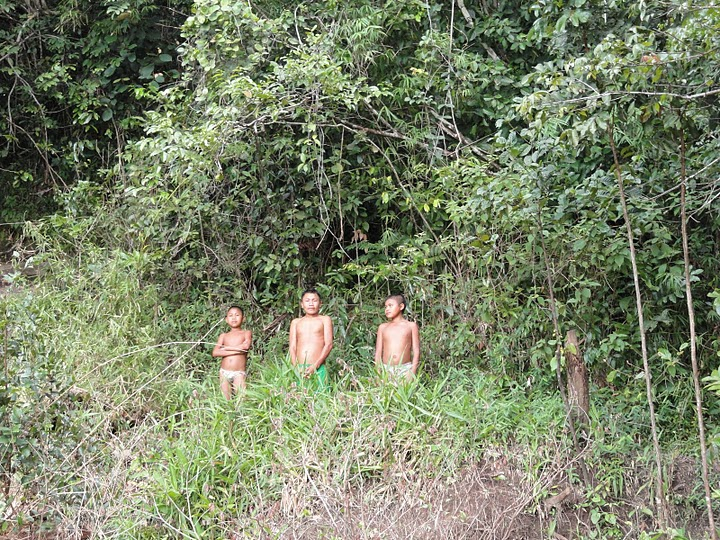
Tres niños pemones.

Se calcula que hay unos 36 000 pemones en Venezuela (Estado Bolívar, Territorio Esequibo), Guyana y Brasil. Se diferencian tres grupos principales:
- Taurepan: en la frontera entre Venezuela y Brasil
- Arekuna: hacia el Noroeste del Roraima y en el valle de Kavanayén[2][3][5]
- Kamarakoto: al oeste del río Karuay, Caroní, la Paragua y en el valle de Kamarata.[3]

### Características de la etnia
- Distribución: ocupan la parte sureste del país, que corresponde a la Gran Sabana, y se establecen cerca de la selva.
- Idioma: Su lengua es el idioma pemón de la familia Caribe, pero existen diferentes dialectos, aunque todos se comprenden entre ellos.
- Vivienda: Habitan en casas circulares o rectangulares, de techo de paja y paredes de adobe o barrotes de madera.
- Agricultura: Está fundamentada en la tala y quema; constituye la base de su alimentación la yuca amarga. La recolección de productos silvestres completa la dieta.
- Caza y pesca: Complementan la dieta agrícola.[6]
- Útiles: Su artesanía tradicional es tan variada que lo incluye todo: cerámica, cestería y tejidos de algodón.
- Matrimonio: La mayoría es monógama, aunque está permitida la poligamia; el esposo pasa a formar parte de la comunidad de su mujer, teniendo además que servir, en parte, a los padres de ella.
- Jerarquía: El cacique tiene poca autoridad política. También tienen un brujo (piache o piasán).
- Ritos: Los pemones organizaban tradicionalmente ritos de pubertad, tanto para los varones como para las hembras. Estos ritos, en que se aplicaba a los iniciados la prueba de las hormigas, tenían como objeto preparar a los jóvenes a la vida adulta.
- Muerte: Los muertos eran enterrados en su chinchorro, los hombres con sus arcos y flechas, las mujeres con sus ollas y otros artefactos del hogar. A veces, el caserío era abandonado a raíz de alguna muerte sospechosa.

Nota: Las estructuras tradicionales de su cultura se han transformado mucho debido a la influencia de los misioneros y de los trabajadores de las minas de diamante que hay en la región.

## Idioma
Los pemones hablan el idioma pemón, de la familia Caribe. Hay dos dialectos principales del pemón: el taurepán y el arecuna.

### Clasificación

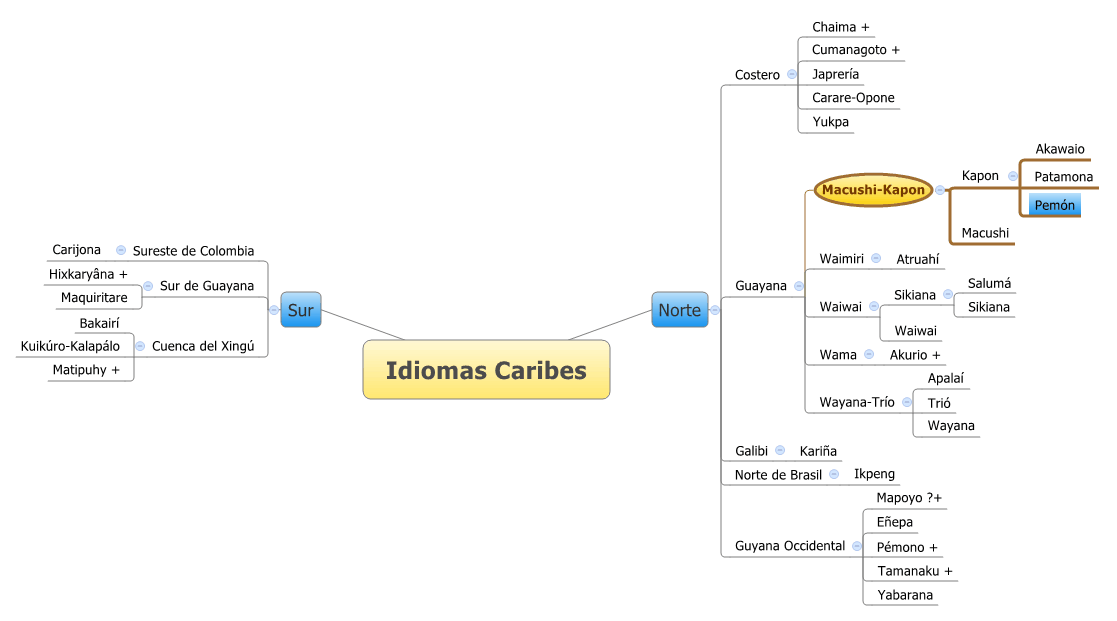
Idioma pemón entre los idiomas caribes.

El pemón es parte de la familia Caribe, de la rama guayanesa, sub-rama Kapón. Está emparentado cercanamente con el akawaio, el macushi y el patamona y en menor grado con idiomas tales como el yekuana.

## Distribución
El pemón es el idioma Caribe con más hablantes. Se habla en los municipios Sifontes y Gran Sabana del estado Bolívar de Venezuela, en Guyana y en Roraima, Brasil. El macushi o macuxi, hablado en Brasil, es a veces considerado como un dialecto del pemón. La Gran Sabana es el sitio con el mayor número de hablantes de la lengua pemona.

### Dialectos
- arekuna: dialecto de la zona norte y centro, hablado por un 45% de la población pemón.
- kamarakoto: dialecto de Kamarata y Urimán, en la zona noroccidental, en el Bajo Caroní y Bajo Paragua.[8]
- taurepán: dialecto del sur.

Estos dialectos se diferencian a nivel fonético, gramatical y lexical.

## Mitos
Los pemones tienen una tradición mitológica muy rica que continúa hasta el día de hoy, pese a la conversión de muchos pemones al catolicismo o al protestantismo.
La primera persona que estudió de manera seria los mitos y el lenguaje pemones fue el etnólogo Theodor Koch-Grünberg, quien visitó Roraima en 1912. Varios de los mitos más importantes de los pemones describen los orígenes del Sol y de la Luna, la creación de los tepuyes (Monte Rorarima o Dodoima en pemón) y las actividades del héroe creador Makunaima y sus hermanos.
Para ellos, todos descendemos de Pia (Pia-to-daktai), que es el principio, el tronco en sentido físico y espiritual. Todo ser tiene un Pia o Itepotoru: el principio, o el padre. Para ellos, tanto nuestro cuerpo como nuestro espíritu descienden de la misma familia que los cuerpos y espíritus de los ríos, las montañas, etc. (Animismo). 
En tiempos antiguos, con Pia to daktai, se vivía en completa armonía. Sin embargo, tras la introducción del mal, se produjo una ruptura, y desde entonces la humanidad vive en conflicto. Por esta razón, los seres humanos tuvimos que aprender fórmulas y normas —conocidas como Tarén— para establecer una relación dentro del mal (Imoronek) y así poder aspirar al retorno de la armonía. 
Este Tarén, o sabiduría ancestral, abarcaba todos los aspectos de la vida: desde la cultura hasta la medicina. Eran los espíritus de la naturaleza quienes transmitían el Tarén necesario para aprender a curar enfermedades. Esta sabiduría era comunicada a los abuelos, quienes a su vez la transmitían a sus descendientes, asegurando así la continuidad del conocimiento sagrado.
Además del culto al sol, a la luna, la lluvia, los animales y a la yuca, estaban relacionados con algunos espíritus, como:
- Tuwenkaron: (sirena) Un personaje que vive en aguas, ríos y quebradas. Son personas pequeñas, que se manifiestan principalmente bajo la figura de una mujer hermosa de larga cabellera. Cuidan a la naturaleza de los profanadores del medio donde viven y lo protege celosamente. Verla provoca enfermedades y/o desmayo. Tienen una variación, que son las Ara sari, las cuales viven en pozos hondos, saltos y lagunas.
- Uru:pere: Es una culebra gigantesca con varias lenguas de fuego y lanza humo. Aparece bajo la forma de fuertes ventarrones, voltaneras, en forma de lluvias, fuegos y relámpagos.
- Amayiko: Es un espíritu capaz de manifestarse con la forma de cualquier animal o persona, pero siempre de baja estatura. No cualquier persona lo puede sentir, pero verlo también provoca fuertes enfermedades, que pueden ser combatidas gracias al Tarén.
- Amawariwa: Espíritus madre que producen convulsiones. Se encuentran en las montañas y pueden enamorar a jóvenes de ambos sexos.
- Imawari: versión masculina del Amawariwa, capaz de enamorar a jóvenes. Es un espíritu que vive en selvas, ríos y montañas. Al enojarse se convierte en fuertes vientos y lluvias torrenciales.
- Okoyimu: Es la serpiente arcoíris.[15]
- Wairarima: Es el nombre con el que se designa a un tigre fabuloso, color del danto o tapir, considerado como aprovisionador de cacería a otros tigres, sus amos, que viven debajo de una laguna.[16][17]

## La yuca y el kachiri

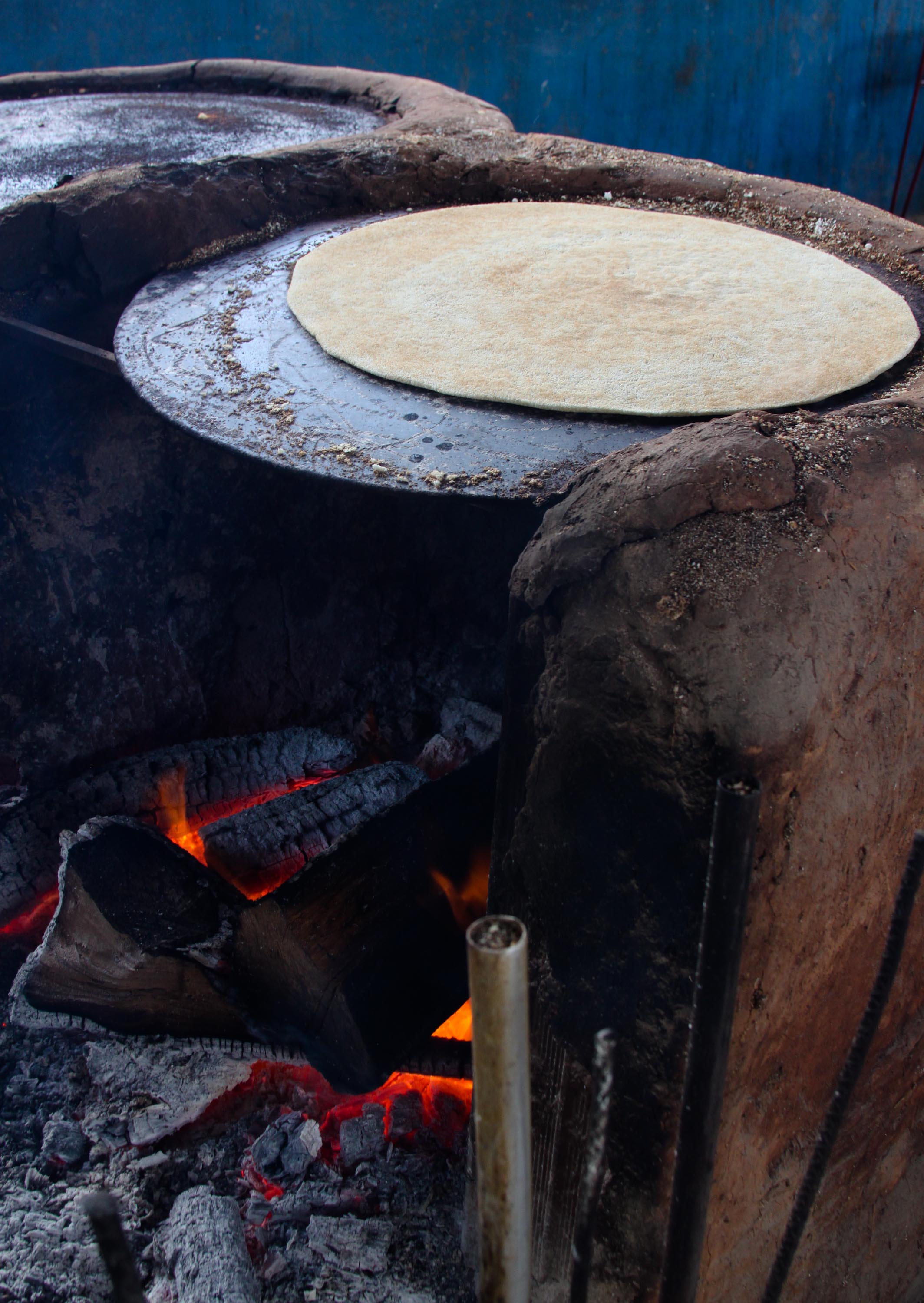
Elaboración de Casabe, Poblado La Negra, Venezuela.

Los pemones basan gran parte de su dieta en alimentos a base de yuca que es de lo poco que se da en estas tierras ácidas de la Gran Sabana, en donde la agricultura no es una tarea fácil. Ellos cosechan tanto la yuca amarga como la dulce. De la yuca obtienen el casabe y almidón además del kachiri. El kachiri es una bebida fuerte con alto grado alcohólico, que es usada con diversos fines entre los pemones. Se obtiene de hervir la harina de yuca y dejarla fermentar. También cosechan ñame, batata, maíz, arroz y plátanos entre otros.